# Камас (окръг)
Вижте пояснителната страница за други значения на Камас.
Окръг Камас (на английски: Camas County) е окръг в щата Айдахо, Съединени американски щати. Площ 2795 km² (1,29% от площта на щата, 30-о място по големина). Население – 1102 души (2017), 0,07% от населението на щата, 43-то място, гъстота 0,39 души/km². Административен център град Феърфийлд.
Окръгът се намира в южната част на щата. Граничи със следните окръзи: на запад – Елмор, на североизток и изток – Блейн, на югоизток – Линкълн, на юг – Гудинг. Южната третина на окръга попада в средната част на обширната планинска равнина на река Снейк и тук надморската височина варира от 1500 до 1700 m. Останалите 2/3 от територията на окръга са заети от южните разклонения на мощния хребет Сотут (част от Скалистите планини). Максималната височина е в масива То Пойнт 10124 f (3085 m). Други характерни върхове са: връх Парадайс 9798 f (2986 m), връх Маршал 9766 f (2976 m), връх Нюман 9603 f (2927 m) и др. От запад на изток протича река Камас Крийк, десен приток на Биг Ууд, която е десен приток на Снейк.
Най-голямо селище в окръга е административният център градчето Феърфийлд с 416 души (2010 г.).
През окръга на протежение от 30 мили (48,3 km), от запад на изток, през централната част на окръга; преминава участък от Междущатско шосе .
Окръгът е образуван на 6 февруари 1917 г. и е наименуван по името на широко разпространеното в района растение камасия, от семейство агавови, с луковиците на което са се прехранвали първите заселници в региона.